# 三圣司教
三圣司教指大圣巴西略、金口约翰和神学家格里高利。他们是早期教会极具影响力的主教，在塑造基督教神学方面扮演关键角色。除了被称为三圣司教外，还被尊称为普世教师。三人被东正教、天主教、英国国教和其他基督教会尊为圣人。